# Stanisław Tymiński
Stanisław Tymiński, detto Stan (Pruszków, 27 gennaio 1948), è un imprenditore e politico polacco naturalizzato canadese, che si occupa di elettronica e computer, ed è un politico in Polonia e in Canada. Sebbene Tymiński sia nato a Pruszków, era una persona completamente sconosciuta nella sua nativa Polonia fino a poco prima delle elezioni presidenziali del 1990, quando emerse dal primo scrutinio come il secondo candidato più forte; sconfiggendo il primo ministro liberale Tadeusz Mazowiecki e costringendo il leader di Solidarność Lech Wałęsa a partecipare a un secondo scrutinio. Dopo che Wałęsa lo sconfisse con un ampio margine, Tymiński fu un leader del Partito X in Polonia (1990-1995) e poi tornò in Canada per riprendere le sue attività commerciali. Tymiński ha anche partecipato alle elezioni presidenziali polacche del 2005 ottenendo però solo lo 0,2%.
Nel 1990 ha fondato il Partito Libertario Canadese, partito minoritario con meno dello 0,25% dei voti, mentre in Polonia il Partito X, è anch'esso privo di una qualche consistenza elettorale.

## Biografia
Nato a Pruszków nel 1948, figlio di Jan Tymiński che proveniva dal villaggio di Tymianki-Pachoły in quello che oggi è il Voivodato della Masovia; era un meccanico radio, e durante l'occupazione nazista trascorse quasi quattro anni nei campi di concentramento tedeschi di Auschwitz-Birkenau e Groß-Rosen. La madre era una casalinga di campagna. La coppia si sposò nel 1948 a Breslavia, poi si stabilì a Komorów vicino a Varsavia, e divorziò nel 1954.
È cresciuto a Komorów. Di formazione è un tecnico elettronico. Si è diplomato presso la Scuola Tecnica di Elettronica e Meccanica Marcin Kasprzak di Varsavia presso l'ex M. Kasprzak Radio Works. Successivamente, ha iniziato a lavorare presso l'impianto di produzione di strumenti di misura elettronica "ELPO" a Varsavia. Nel 1968 è stato ammesso agli studi serali presso l'Università di Tecnologia di Varsavia presso la Facoltà di Elettronica.
Nel 1969 emigrò in Svezia, dove lavorò per un breve periodo in una serra, conoscendo la sua futura prima moglie, Pulmu. Nello stesso anno, dopo aver perso il lavoro, emigrò dalla Svezia in Canada, dove nel 1975 fondò la società di computer Transduction, di cui da allora è proprietario da allora. Nel 1981, spinto dal desiderio di esplorare il mondo spirituale degli indios, raggiunge gli angoli più remoti dell'Amazzonia, a Iquitos, in Perù, crea un piccolo impero finanziario con televisione via cavo locale e ristoranti. Sposa anche una peruviana, Myrna Graciela Pérez Velasco. 
Alla fine degli anni '80 è tornato in Canada. Nel 1990 si trasferisce a Varsavia senza rinunciare alla sua residenza e alla sua azienda in Canada.
Nel giugno 1994 ha fondato a Varsavia la prima BBS Maloka commerciale che, tra i molti altri servizi, ha fornito per la prima volta l'accesso a Internet in tutto il mondo a tutti gli abitanti della Polonia. Il suo sistema di caselle di posta elettronica era basato sul programma Linux. 
La stampa economica lo definisce il "padre dell'Internet polacco". Nel 1996, la società ha cessato le operazioni e, secondo Tymiński, è stata deliberatamente costretta a uscire dal mercato dal governo con pressioni amministrative. 
Poi è tornato ancora una volta in Canada.

## Impegno politico
Nel 1990, Tymiński è diventato leader del "Partito Libertario del Canada", un partito scissionista senza successo che non ricevette mai più dello 0,25% dei voti alle elezioni. Per quanto sconosciuto ai suoi compatrioti, si è candidato  alle elezioni presidenziali del 1990 in Polonia, tornata alla democrazia solo con il cambiamento politico del 1989/90.

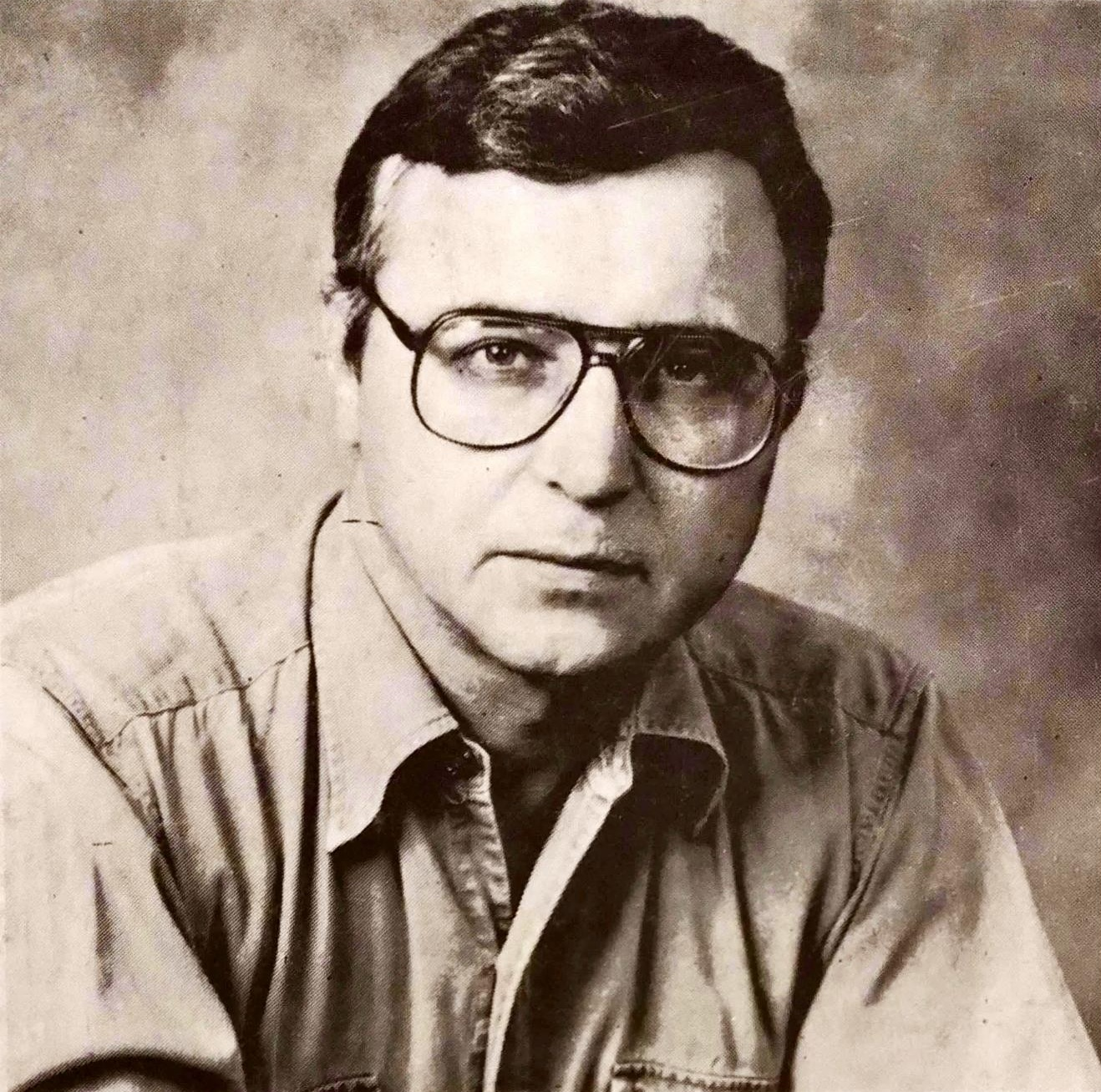
Stanisław Tymiński nel 1990

Nella sua campagna elettorale, ha promesso di unire "tutte le persone di sangue polacco", di fare della Polonia una potenza nucleare e di attuare una politica economica che avrebbe permesso al maggior numero possibile di persone di diventare ricche. Un elemento centrale della sua campagna elettorale è stata una valigetta nera, che portava sempre con sé. Secondo lui, conteneva documenti che compromettevano i suoi avversari politici. In un libro scritto appositamente per la campagna elettorale intitolato "Cani sacri" (Święte psy), ha accusato la nuova élite politica emersa da Solidarność di essere corrotta e di tradire gli interessi della nazione polacca. Ne ha vendute 300.000 copie. 
Il governo di Tadeusz Mazowiecki, che si è candidato anche alle elezioni presidenziali, ha fatto svolgere un'indagine per determinare se Tymiński fosse un provocatore con legami con i servizi segreti stranieri. Ma le indagini sono rimaste inconcludenti. La stazione televisiva statale Telewizja Polska ha suggerito che Tymiński stesse picchiando sua moglie, e in seguito ha perso una causa per diffamazione a causa di ciò. 
Sorprendentemente, Tymiński arrivò secondo al primo turno delle votazioni del 25 novembre 1990 con il 23,1% dei voti, davanti al primo ministro Mazowiecki (18,1%) e dietro al leader laburista Lech Wałęsa (39,96%). Poiché nessun candidato aveva raggiunto la maggioranza assoluta, fu necessario un ballottaggio, che si svolse il 9 dicembre 1990. Al secondo turno di votazioni, Tymiński Wałęsa è stato sconfitto con il 25,75%. L'affluenza alle urne è stata rispettivamente del 60,6% e del 53,4%.
Incoraggiato dal suo inaspettato successo, Tymiński, che fino ad allora non aveva fatto parte del partito, decise di fondare il suo partito, che chiamò Partia X. Come pietre angolari del programma, Tymiński ha nominato un programma statale per la creazione di posti di lavoro e prestiti a basso costo per combattere la crescente disoccupazione. Il programma è stato considerato nazionalista dai media e sono state sottolineate anche sfumature antisemite. Tymiński ha anche chiesto che il ministro delle Finanze Leszek Balcerowicz sia portato immediatamente davanti alla Corte Suprema. Nelle elezioni del Sejm del 1991, tuttavia, il partito X si presentò solo in quattro circoscrizioni,[9] ma vinse tre seggi. A livello nazionale, ha avuto una quota dello 0,47% dei voti. [10] Poco dopo, Tymiński si ritirò dalla politica polacca. 
Il 24 marzo 2005, Tymiński annunciò la sua volontà di candidarsi nuovamente alle elezioni presidenziali polacche del 2005.  Il 3 giugno 2005, Tymiński si presentò in Polonia come candidato di una nuova "Coalizione civica polacca". Tuttavia, al primo turno di votazioni del 9 ottobre 2005, è arrivato solo 11º tra i candidati con lo 0,16% dei voti. 
Nel 2010 ha pubblicato il seguito del suo primo libro intitolato "Holy Dogs 2" (Święte psy 2). In esso, sosteneva che le elezioni presidenziali del 1990 erano state truccate contro di lui, ma che la maggioranza aveva in realtà votato per lui. Il governo degli Stati Uniti, il Vaticano, le organizzazioni ebraiche, l'Unione Democratica guidata da Mazowiecki e Gazeta Wyborcza hanno partecipato alle manipolazioni. 
Il nome Tymiński divenne un "simbolo dell'imprevedibilità del populismo polacco" in Polonia. 
+++
Si è candidato in occasione delle elezioni presidenziali del 1990, battendo inaspettatamente l'allora Primo ministro in carica Tadeusz Mazowiecki ma risultando sconfitto al secondo turno da Lech Wałęsa. Si è nuovamente candidato alle elezioni presidenziali del 2005, ottenendo però solo lo 0,2%.